# El fotògraf
The Photographer és una obra de tres parts que combina mitjans visuals i música, a vegades anomenada òpera de cambra, creada pel compositor Philip Glass. La història està inspirada en el judici i l'homicidi del fotògraf anglès del segle XIX, Eadweard Muybridge. Encarregada pel Festival d'Holanda, aquesta òpera va tenir la seva primera representació al Palau Reial d'Amsterdam el 1982.

## Assignatura

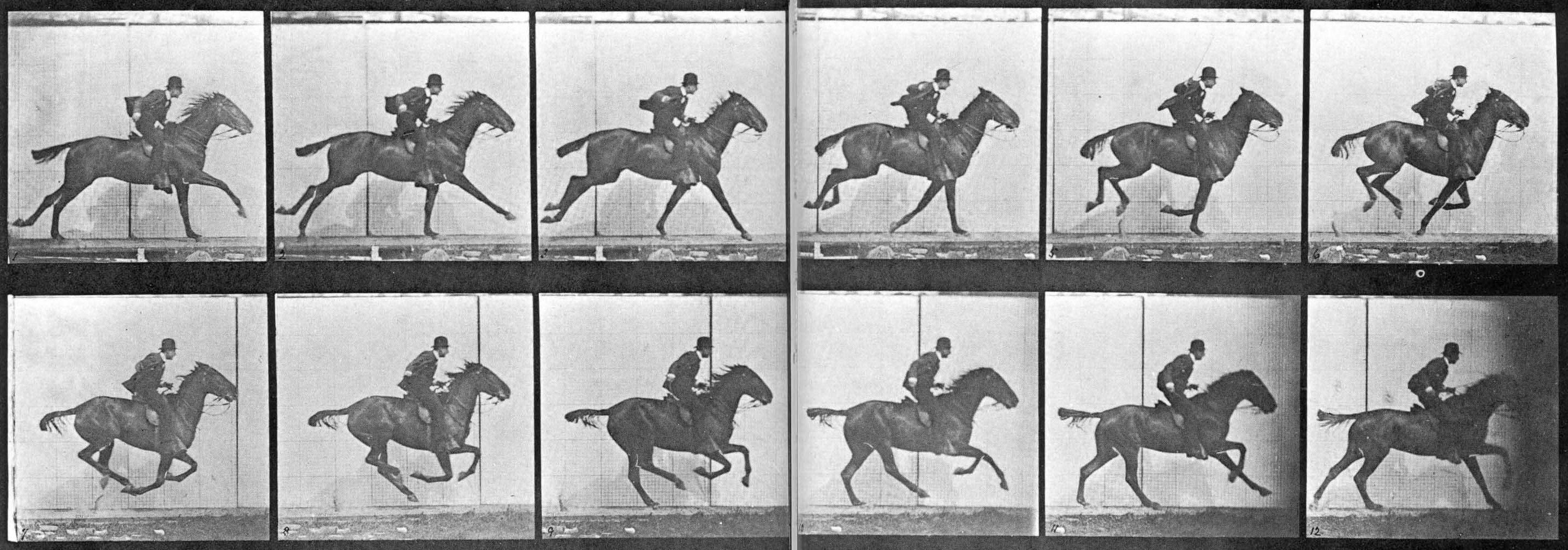
Fotos de Muybridge d'un cavall galopant (ca. 1880), més tard utilitzades a la portada de l'àlbum de The Photographer

Eadweard Muybridge era un fotògraf anglès que es va traslladar a l'oest americà i va destacar com un dels primers visionaris en el camp de la tecnologia fotogràfica. Va capturar paisatges icònics de Yosemite que van desafiar els límits tant estètics com tecnològics del mitjà. Els seus primers estudis sobre el moviment fotogràfic, realitzats en col·laboració amb Leland Stanford, van originar les primeres imatges en moviment.
El 1874, Muybridge va cometre l'assassinat del major Harry Larkyns (referit com a "coronel Harry Larkyns" en aquest context), a qui sospitava que mantenia una relació amb la seva esposa, i va ser declarat innocent per un jurat malgrat les indicacions del jutge sobre un presumpte homicidi justificat. El seu cas és recordat pel fet que la seva defensa va argumentar que una lesió al cap que havia sofert en un accident de diligència havia modificat la seva personalitat, una teoria que els experts en neurociència actuals creuen que podria haver estat ocasionada per cert tipus de lesions cerebrals.
El contingut integrat a la composició de Glass té com fonament les expressions preses de les actes judicials i les autèntiques missives de Muybridge dirigides a la seva esposa. La segona part posa en escena una projecció de les fotografies captades per Muybridge. Tot i que es basa en esdeveniments dels fets històrics de la vida de Muybridge, l'obra també reflexiona sobre elements del treball d'aquest, amalgamant així ambdós temes.

## Sinopsi
L'estructura d'aquesta representació es compon de tres parts: una representació teatral amb música de fons, un espectacle musical que acompanya una projecció de les obres de Muybridge i una dansa amb música en directe. En conjunt, la representació té una durada aproximada de 90 minuts.

### Acte 1
El primer acte consisteix en una representació teatral que incorpora tres composicions musicals secundàries integrades dins de l'obra. Aquest acte narra de manera irreverent l'assassinat de Muybridge del major Harry Larkyns i el posterior judici 

### Acte 2
El segon acte consisteix en una interpretació en solitari de violí, anomenat "concert", que mostra una figura simbolitzant Muybridge a la cambra fosca al fons o una exhibició de projeccions amb imatges de Muybridge. Els experts han establert paral·lels entre els sons de balanceig del solista de violí i una tonalitat "americana primitiva", malgrat que Glass assegura que aquesta comparació no era necessàriament intencionada.

### Acte 3
En el tercer acte, els personatges de l'acte 1 reapareixen per ballar (incloent Muybridge, Flora, Larkyns i els espectadors de l'època victoriana). En algunes representacions, el ball incorpora imatges "revelades" durant la segona part.

## Composició i estrenes
La presentació inicial d'aquesta obra es va dur a terme al Palau Reial d'Amsterdam al maig de 1982, exclusivament per a la reina Beatrix i el príncep Claus dels Països Baixos, sota l'encàrrec del Festival d'Holanda. La primera representació pública es va realitzar al juny de 1982 com a part del Festival d'Holanda, el qual va encarregar aquesta creació. El projecte va ser concebut i desenvolupat pel director/dissenyador holandès Rob Malash. Després, Glass va reescriure la obra i la va reanomenar com a "The Photographer: Far from the Truth". Malgrat mantenir la premisa original de Malash, aquesta nova versió de l'obra va ser reelaborada per Rob Coe. Glass també va reinterpretar l'obra com una combinació de cançons secundàries de l'acte 1 i la música instrumental de l'acte 3.
L'estil distintiu de música minimalista de Glass encaixa amb el tema de l'òpera, ja que les nocions de sons repetitius i modificacions subtiles semblen evocar les tècniques de Muybridge en els seus famosos estudis de moviment. Tot i els èxits de Muybridge i aquesta connexió amb l'obra del compositor, aquesta no necessàriament tracta el tema del judici de Muybridge amb reverència. La dansa sembla aprofitar aquest tema com una oportunitat per comentar les normes contradictòries del període de Muybridge.
Aquesta obra sembla indicar el pas de Glass des de composicions de conjunt com "Einstein on the Beach" cap a una instrumentació més convencional en les seves obres més recents. Glass ha manifestat que utilitzar la etiqueta "minimalista" per descriure aquesta obra és "confusa" i no transmetria el que l'audiència esperaria.

## Gravació
La gravació es va planificar tenint en compte que la majoria dels oients no haurien assistit a l'espectacle en directe. S'han reduït diverses peces o fins i tot se n'han exclòs completament de l'àlbum, i s'ha alterat la seqüència de la música. Només s'han seleccionat dues de les tres peces originals que formaven part de l'acte 1.
El disc va ser publicat pel segell CBS Records / Epic el 26 de juny de 1984 i tan sols té una duració de 42 minuts, tot i que l'obra original tenia una extensió de 90 minuts.

## Rols
- Eadweard Muybridge
- Flora Shallcross Stone Muybridge
- Coronel Harry Larkyns (basat en el major Harry Larkyns)
- Observadors amb vestit victorià

## Instrumentació
- Vent fusta : flauta, saxo soprano, saxo alt, saxo baríton
- Llautó : 2 trompas franceses, 2 trompetes, 2 trombons
- Percussió : piano, sintetitzador de baix, orgue electrònic
- Vocals : Cor
- Cordes : violí sol, cordes